# Вишнякова, Прасковья Ивановна
Прасковья Ивановна Вишнякова (13 (25) октября 1887, станица Екатериновская (ныне Щербиновский район Краснодарского края), Кубанская область, Российская империя — 10 января 1967, Москва, СССР) — революционерка, советский партийный деятель.

## Биография
Из крестьянской семьи. С 13-летнего возраста работала на стекольном заводе, потом на макаронной и консервной фабриках.
Член РСДРП с 1903 года. Участница Революции 1905—1907 на Северном Кавказе, была наборщицей в нелегальной типографии. В 1912—1915 собирала средства для газеты «Правда», занималась организацией доставки партийной литературы. Подвергалась репрессиям, в 1916 была сослана в Якутию, откуда вернулась после Февральской революции.
Активная участница Октябрьской революции и Гражданской войны. В 1917—1922 член Екатеринодарского и Кубанского комитетов РКП(б).
В 1922—1928 на работе в Донской областной и краевой контрольных комиссиях ВКП(б); с 1928 — в аппарате ЦКК ВКП (б). С 1932 член Президиума ЦК профсоюза работников деревообрабатывающей промышленности. В 1935—1939 работала в Наркомтяжпроме СССР.
С 1939 на пенсии.
Делегат 13—16 съездов партии. Член Центральной контрольной комиссии ВКП(б) (1924—1930). Награждена орденами Ленина и Красного Знамени.
Похоронена в Москве на Новодевичьем кладбище. Именем П. И. Вишняковой 30 сентября 1967 года названа улица в Краснодаре.